# Мезе (Италия)
 Тази статия е за селото в Северна Италия.  За вида ястие вижте Мезе.  
Мѐзе (на италиански: Mese, на западноломбардски: Mès, Мез) е село и община в Северна Италия, провинция Сондрио, регион Ломбардия. Разположено е на 274 m надморска височина. Населението на общината е 1619 души (към 2010 г.).